# Phường 1, Gò Vấp
Phường 1 là một phường thuộc quận Gò Vấp, Thành phố Hồ Chí Minh, Việt Nam.
Phường 1 có diện tích 0,59 km², dân số năm 2021 là 22.233 người,  mật độ dân số đạt 37.683 người/km².